# Condado de Suður-Þingeyjarsýsla
Suður-Þingeyjarsýsla es uno de los veintitrés condados de Islandia y se localiza en la región de Norðurland Eystra, al norte del país.

## Geografía
Tiene 11.134 kilómetros cuadrados de superficie y es el más extenso a escala nacional. La altura media de Suður-Þingeyjarsýsla es de 302 m s. n. m.. 

## Demografía
Tiene 602 habitantes distribuidos en 11 134 kilómetros cuadrados. La densidad poblacional es de 0,05 habitantes por kilómetro cuadrado. 

### Municipios
Suður-Þingeyjarsýsla comprende los siguientes municipios:
- Tjörneshreppur
- Skútustaðahreppur
- Þingeyjarsveit

### Localidades
Suður-Þingeyjarsýsla comprende las siguientes localidades:
| Localidad       | Altitud (m s. n. m.) | Población (2004) |
| --------------- | -------------------- | ---------------- |
| Brettingsstaðir | 19,8                 | 24               |
| Draflastaðir    | 55,7                 | 30               |
| Einarsstaðir    | 53,9                 | 41               |
| Grenvik         | 26,8                 | 24               |
| Grenjaðarstaður | 44,8                 | 35               |
| Hallbjarnstaðir | 80,7                 | 15               |
| Háls            | 284,9                | 28               |
| Höfðahverfi     | 30,7                 | 41               |
| Illugastaðir    | 180,7                | 28               |
| Kljáströnd      | 28,9                 | 25               |
| Laufás          | 499,8                | 39               |
| Laxamýri        | 29,8                 | 79               |
| Ljósvatn        | 139,9                | 32               |
| Lundarbrekka 1  | 217,9                | 0                |
| Nes             | 53,9                 | 32               |
| Reykjahlíð      | 324,9                | 5                |
| Skútustaðir     | 277,7                | 5                |
| Svalbarð        | 87,7                 | 700              |
| Þönglabakki     | 84,7                 | 33               |
| Þóroddsstaður   | 18,8                 | 33               |
| Þverá           | 142,9                | 42               |

1 habitado durante un breve periodo al año.